# Färmanstorp
Färmanstorp is een plaats in de gemeente Ronneby in het landschap Blekinge en de provincie Blekinge län in Zweden. De plaats heeft 140 inwoners (2005) en een oppervlakte van 38 hectare.